# Gabriella Szabó
Pour les articles homonymes, voir Szabó.
Ne pas confondre avec l'athlète roumaine Gabriela Szabó
Gabriella Szabó née le 14 août 1986 est une kayakiste hongroise pratiquant la course en ligne.

## Palmarès

### Jeux olympiques de canoë-kayak course en ligne
- 2016 à Rio de Janeiro,  Brésil
  -  Médaille d'or en K-2 500 m
  -  Médaille d'or en K-4 500 m

- 2012 à Londres,  Royaume-Uni
  -  Médaille d'or en K-4 500 m

- 2008 à Pékin,  Chine
  -  Médaille d'argent en K-4 500 m

### Championnats du monde de canoë-kayak course en ligne
- 2011 à Szeged,  Hongrie
  -  Médaille d'or en K-4 500 m

- 2010 à Poznań,  Pologne
  -  Médaille d'or en K-2 500 m
  -  Médaille d'or en K-2 1000 m

- 2009 à Dartmouth,  Canada
  -  Médaille d'or en K-2 500 m

- 2007 à Duisbourg,  Allemagne
  -  Médaille de bronze en K-2 1000 m

### Championnats d'Europe de canoë-kayak course en ligne
- 2012 à Zagreb  Croatie
  -  Médaille d'or en K-4 500 m

- 2011 à Belgrade  Serbie
  -  Médaille d'or en K-2 1000 m
  -  Médaille d'argent en K-4 500 m

- 2010 à Trasona  Espagne
  -  Médaille d'or en K-2 1000 m
  -  Médaille de bronze en K-4 500 m

- 2009 à Brandebourg  Allemagne
  -  Médaille d'or en K-2 500 m
  -  Médaille de bronze en K-2 1000 m